# アドミラル・ウシャコフ級海防戦艦
アドミラル・ウシャコフ級海防戦艦（アドミラル・ウシャコフきゅうかいぼうせんかん；ロシア語:Броненосцы береговой обороны типа «Адмирал Ушаков»ブラニノースツィ・ビリガヴォーイ・オボローヌィ・チーパ・アドミラール・ウシコーフ）は、ロシア帝国海軍の海防戦艦。ロシアでの類別は海防装甲艦（Броненосец береговой обороны）である。
「ガングート」に代わる艦として1890年造艦計画のもとで発注され、1893年から1899年にかけて「アドミラル・ウシャコフ」「アドミラル・セニャーヴィン」「ゲネラル＝アドミラル・アプラクシン」の3隻が建造された。より大型の4番艦「アドミラル・ブタコフ」の建造も計画されたが、1900年に取り消された。
完成した3隻はすべてバルチック艦隊に配属され、日露戦争中に編成された第3太平洋艦隊の所属艦として日本海海戦に参加。「ウシャコフ」は撃沈され、「セニャーヴィン」「アプラクシン」は日本側に鹵獲され、それぞれ「見島」「沖島」と改名され1930年代まで使用された。
起工は「アドミラル・ウシャコフ」が先であるが、進水は「アドミラル・セニャーウィン」の方が先であることや、建造所が前者は民間造船所だが後者は海軍工廠であることから、ロシアではアドミラル・セニャーウィン級と呼ばれるという。

## 計画
ロシア帝国における海防戦艦開発計画は、1889年8月に海軍大臣ニコライ・チハチェフ中将の指示で始まった。開発にあたってはギリシャのイドラ級海防戦艦を基礎とし、バルト海での運用を前提にドイツ帝国のジークフリート級海防戦艦やスウェーデンのスヴェア級海防戦艦に対抗できる性能が求められた。
1989年9月初旬、海軍省技術委員会はエラスト・グリヤエフが主任となって設計した2つの案を提示した。設計案では排水量4,000トン、2つの砲塔に4基の35口径229mm砲を備え、厚さ229mmの装甲帯を持ち、最大速力15ノットで航行可能なものだった。計画案は海軍上層部による検討の結果、更なる高性能艦の開発が求められた。
10月、技術委員会は新たに4つの設計案を提示し、その中には305mm主砲と装甲帯厚305ｍｍの案が含まれていた。1890年5月1日、グリヤエフは「バルト海用4,200トン級戦艦への搭載装備品に関する予備設計案」を提出。この計画案では2本の装甲帯とバーベットの導入が提案された。
この後、技術委員会では同時期に行われていた外洋型戦艦の設計作業が優先されたため、海防戦艦の開発研究は数カ月間中断され、翌年の春から再開された。新たな設計案では2つの砲塔に229mm砲を4基、上部構造物に120mm砲を4基搭載し、装甲帯は1本に削減された。1891年6月9日、計画案は委員会での検討にかけられ、装甲をさらに減らして最大速力を16ノットに上げることを条件に海相チハチェフの承認を得た。6月13日には海軍元帥アレクセイ・アレクサンドロヴィチ大公も計画を承認し、大公は120mm砲を152mm砲に交換することを命じた。7月には同型艦を2隻建造することが決定され、構造図の作成と1/48の検討模型の作成が開始された。10月14日、計画は委員会で正式に承認され、10月20日にアレクセイ大公が修正された計画案（152mm砲の弾薬を搭載する分、機雷の搭載が見送られた）を承認し、造船業者を選定するため計画書を海軍省造艦供給本部に転送するように命じた。
1891年11月、技術委員会は主機関の納入業者を選定する入札を行うことを発表し、翌年3月と5月に行われた入札の結果、イギリスのモーズレイ・サンズ&フィールドとハンフリーズ・テナント&ダイクスの2社が落札した。
1892年5月26日、砲兵部と造船部との合同会議で技術委員会は229mm砲を、より高性能の45口径254mm砲に置き換える案を提示した。チハチェフも39.3tの積載量の増加は許容できると判断して、この提案を承認した。バーベットに変えて閉鎖砲塔を採用したことと、より重い225.5kgの砲弾を積むことで排水量が200トン増加したので、1893年3月16日に技術委員会は装甲帯の厚さを10%削減し、それを補うため従来の鋼鉄製装甲より強固なハーヴェイ鋼の採用を提案した。この提案をチハチェフは拒絶したが、彼が152mm砲を120mm砲に置き換えた（37.5tの軽量化）場合を検討せよとの指示は委員会に受け入れられた。

## 建造
1番艦と2番艦の建造命令は1892年初めに発令され、6月にバルチック造船所で1番艦が、7月に新アドミラルティ造船所で2番艦が着工した。8月24日、皇帝アレクサンドル3世は海軍省から提案された5つの候補の中から、ロシア海軍史に残る名将フョードル・ウシャコフとドミトリー・セニャーヴィンに因んで1番艦を「アドミラル・ウシャコフ」、2番艦を「アドミラル・セニャーヴィン」と命名すると決裁した。
「ウシャコフ」の起工式は装甲巡洋艦「リューリク」の進水式に共にアレクサンドル3世と皇后マリア・フョードロヴナ夫妻の臨席の下、1892年10月22日にバルチック造船所で挙行された。翌1893年の初めまでに艦底部分の組み立てとフレームの組付けが完了した。5月に艦底部の気密テストが開始され、7月30日に予定から大幅に遅れてイジョルスキエ社に舷側部と上甲板の装甲板が発注された。蒸気機関は8月までにイギリスでの組み立てが終了し、10月に分解されてロシアに送られた。
「ウシャコフ」の進水式は1893年10月27日に皇帝夫妻と海相チハチェフら海軍省高官、外国からの招待客を含む多くの来賓の臨席の下で行われた。その後、1894年4月までに上部構造や発電設備の組み立てが完了し、6月28日と7月1日に水上公試が行われた。この時は排水設備と操舵装置がまだ使用できなかったため、1年後の1895年8月に最初の試験航行が行われた。9月には12時間の航行テストに合格し、最大速力16.1ノットを記録した。10月に254mm主砲塔の設置が開始されたが、砲自体は1897年に設置された。1896年10月17日、海軍省から公試合格の裁定が下り艦籍が認められ、1か月後に正式に海軍に引き渡された。

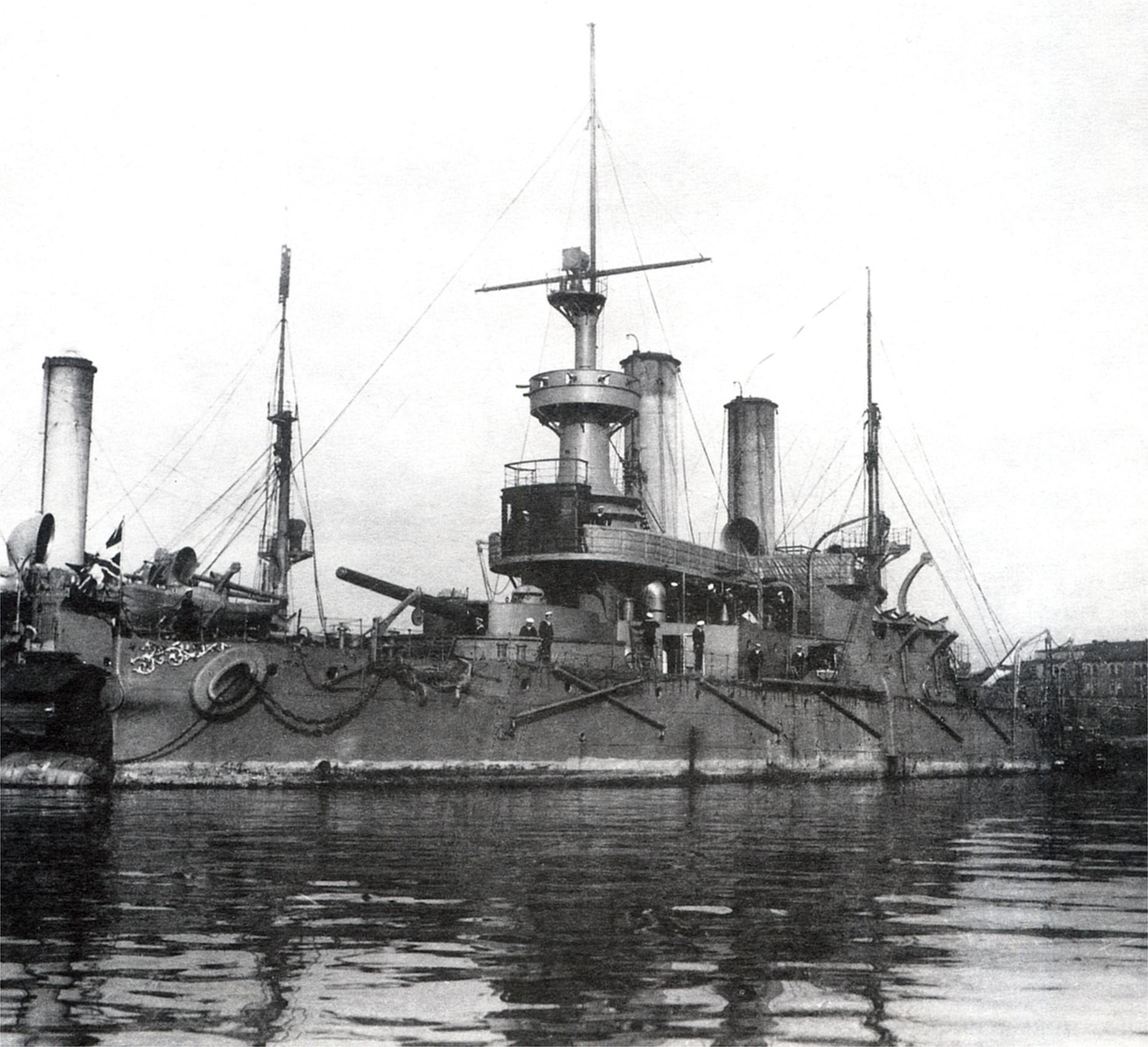
アドミラル・セニャーヴィン（1896年秋、クロンシュタット）

「セニャーヴィン」の起工式は1893年4月8日に行われ、建造には「ウシャコフ」を超える時間がかかった。1894年8月10日に進水し、1896年秋まで海上公試に供された。主砲の工事は製造元のオブコフ製鉄所が直接担当したため「ウシャコフ」より早く254mm砲を搭載することができた。完成したのは1897年で、その総工費は4,339,300ルーブルに上った。
1893年12月、ピョートル大帝の下でロシア海軍の創設に尽力したフョードル・アプラクシンに因んで「ゲネラル＝アドミラル・アプラクシン」と命名された3番艦を建造することが決定された。建造準備は1894年2月に始まり、10月12日に船架の建設工事が始まり、1895年5月20日に完了した。同年に主任設計士のドミトリー・スクヴォーツォフの提案により設計が見直され、主砲の改良と構成変更（後述）、装甲帯へのハーヴェイ鋼の採用、艦橋上の47mm砲への軽装甲の装備が行われた。
「アプラクシン」は1896年4月30日に進水し、1898年の秋までに海上公試を終えた。改良された主砲の試射は1899年の夏に行われた。

### 4番艦以降の建造計画
1895年3月に採用された1902年までの造艦計画によれば、更に4隻の同型艦を建造する計画があった。1899年4月、この計画は1898年の「極東艦隊向けの戦艦建造計画」と統合され、アドミラル・ウシャコフ級を基に極東艦隊向けの戦艦が新たに設計されることになった。
アドミラル・ウシャコフ級改良型の計画は1897年10月に海軍大臣パーヴェル・ティルトフにより技術委員会に命じられた。特に堪航能力を向上させるため、船首塔の機能を船首内部に移し、装甲甲板と舷側外板に傾斜を追加することが提案された。煙管ボイラーはベルビル式水管ボイラーに置き換える計画であったが、研究に携わったアポロ・クロトコフとニコライ・クテイニコフは石炭の積載量と最大速力16ノットは維持すべきと考えていた。
1899年4月、アレクサンドル・ミハイロヴィチ大公は203mm速射砲を装備した戦艦、海防戦艦、装甲巡洋艦の概略の作成を命じた。完成したそれに基づいてドミトリー・スクヴォーツォフによる技術検討が行われた。戦艦と装甲巡洋艦の案は技術委員会によって却下されたが、海防戦艦の提案は採用され、当時防護巡洋艦「ヂアーナ」の建造が行われていた新アドミラルティ造船所のドックで建造されることが決定した。1900年1月7日、ティルトフは新アドミラルティ造船所に新型戦艦を建造するためのドックの増築を命じ、3月には造船総局から工事のための10万ルーブルの予算が下りた。
この戦艦はロシア装甲艦隊の生みの親のひとりである、グリゴリー・ブタコフに因んで「アドミラル・ブタコフ」と命名される予定であった。しかし1900年9月14日、ティルトフによって作業の延期が指示され、後に計画自体が取り消された。建造のための資金は別の建艦計画に流用された。

## 諸元

### 艦体構造
艦体は5つの水密隔壁で区分されており、舳先は鋳造で伝統的な衝角の形状を有していた。艦底は二重底で肋骨フレームとストリンガーで仕切られた防水ケージを形成していた。その上に中央に直径457mm、両端に直径406mmのメイン排水パイプがあり、その枝管が全ての水密区画と船底内に張り巡らされていた。排水のために250t/hの容量を持つ蒸気排水タービンが6基、フリードマン式蒸気排出器2基と4台の蒸気式ポンプが装備されていた。
船体中央上部には厚さ9.5mmの装甲で覆われた全長42.6ｍの上部構造が建てられた。上部構造内には船倉、武器庫、士官と水兵の食堂、礼拝室が設けられていた。上部構造の上には2本の煙突、換気扇の吸気口、艦橋、司令塔が備えられていた。

### 装甲
舷側部には全長21m、幅2.1m、厚さ最大254mmのニッケル鋼板製の装甲帯が施され、船首には厚さ203mm、船尾には厚さ152mmの装甲が施された。3番艦「アプラクシン」には、より耐久性の高いハーヴェイ鋼が採用され、装甲帯の厚みは最大で216mmとなり、船尾の装甲厚も165mmに増加した。
最上甲板と装甲甲板には厚さ25ｍｍの鋼板が貼り付けられ、装甲デッキは中央で51ｍｍ、左右両端で38ｍｍの厚さの甲状の装甲を成した。
司令塔は厚さ178mmの装甲で保護されており、主砲塔の装甲厚はバーベット部で152mm、砲塔前後および側面で178mm、砲塔上面で38ｍｍとなった。

### 機関
アドミラル・ウシャコフ級にはイギリスのモーズレイ・サンズ&フィールドとハンフリーズ・テナント&ダイクス、そしてロシアのフランコ・ロシア社で製造された127回転2,500馬力の出力を持つ三段膨張式垂直蒸気機関2基が装備された。蒸気を供給するボイラーは4つの煙管式ボイラーが2つのボイラー室にペアで配置されていた。推進器として直径3.96ｍの4枚羽根スクリューを2基搭載していた。
燃料の石炭は通常時240t、最大400tが搭載可能で、満載時の航続距離は速力10ノットで2,400海里、14ノットで1,000海里であった。
艦内へ電力を供給するため5台の発電機が搭載され、その内の1台は上部構造内に、他の4台は砲塔区画に配置されていた。

### 兵装
主砲は艦体の前後に配置された油圧駆動式の2連装砲塔に1891年から1892年にかけて国営オブコフ製鉄所が大型艦船と沿岸砲台での両用を目的に開発した最大仰角15度、最大射程11,668mの45口径254mm砲を4基搭載していた。主砲弾は標準で1隻あたり198発が搭載され、その内訳は225.5kg徹甲弾80発、鋼鉄製榴弾40発、鋳鉄製旧式榴弾48発、榴散弾30発である。実際には弾薬庫の容量が足りず、これらの砲弾の一部は砲塔の内部に保管されていた。3番艦「アプラクシン」には電動駆動式に改められ最大仰角も35度に向上した改良型の主砲が搭載された。ただし改良により砲の重量が増加したため艦体への過負荷を避けるため、後部主砲は単装とされた。
副砲として上甲板の四隅に最大仰角20度、最大射程10,000mの120mm単装砲4基が搭載された。副砲用弾薬は20.4kg鋳鉄製榴弾780発のみで構成され、弾薬庫からの供給は電気駆動式のエレベーターで行われた。
小口径砲としてオチキス製の47mm単装砲6基（「アプラクシン」には10基）と37mm単装速射砲12基が装備され、47mm砲弾5,400発、37mm砲弾が24,480搭載されたとされている。
他に38ｍｍ回転式魚雷発射管4門が装備されていた。搭載されたオブコフ社製1889年式魚雷は全長5.52ｍ、重量429.4kgで81.8kgのピロキシリン火薬が充填されており、24.75ノットの速力で550ｍ先まで到達することができた。

### 居住環境
乗組員は20名の将校と385名の下士官兵で構成されていた。
艦長の個室にはオフィス、寝室、トイレ付きの浴室が備えられていた。上級将校、主計官、機関長、従軍司祭にも専用の個室が与えられた。その他の将校には階級・役職に応じて1人部屋か2人部屋が割り当てられた。将校はピアノや本棚、ソファが配置された談話室を利用することができた。
先任准士官には1人部屋、その他の准士官には4人部屋が割り当てられた。下士官と水兵のために上甲板（158人分）、居住区の第二区画（84人分）と第3区画の回廊部（83人分）にハンモックが用意されたが、空間不足のため60人ほどの乗組員が自分の戦闘部署で寝起きしていた。下士官兵には他に食事をとるための吊りテーブルと私物保管用のチェストだけが与えられていた。

## 同型艦
| 艦名                               | 建造                   | 起工           | 進水          | 就役      | 最後 |
| ---------------------------------- | ---------------------- | -------------- | ------------- | --------- | --- |
| アドミラル・ウシャコフ             | バルチック造船所       | 1892年1月1日   | 1893年11月1日 | 1895年2月 | 1905年（明治38年）5月28日、日本海海戦にて戦没。                                                                   |
| アドミラル・セニャーヴィン         | 新アドミラルティ造船所 | 1892年8月2日   | 1894年8月2日  | 1896年    | 日本海海戦にて降伏。艦名を「見島」と改め日本海軍に編入。 1935年（昭和10年）除籍。1936年（昭和11年）5月5日、海没。 |
| ゲネラル＝アドミラル・アプラクシン | 新アドミラルティ造船所 | 1894年10月24日 | 1896年5月12日 | 1899年    | 日本海海戦にて降伏。艦名を「沖島」と改めて日本海軍に編入。 1922年（大正11年）4月1日除籍。1939年（昭和14年）解体。 |

## 軍歴

### ロシア海軍
1898年7月から8月にかけて「ウシャコフ」と「セニャーヴィン」は演習に参加したが、7月29日に「ウシャコフ」は駆逐艦110号と衝突し、両艦とも軽微な損傷を負う事故を起こした。

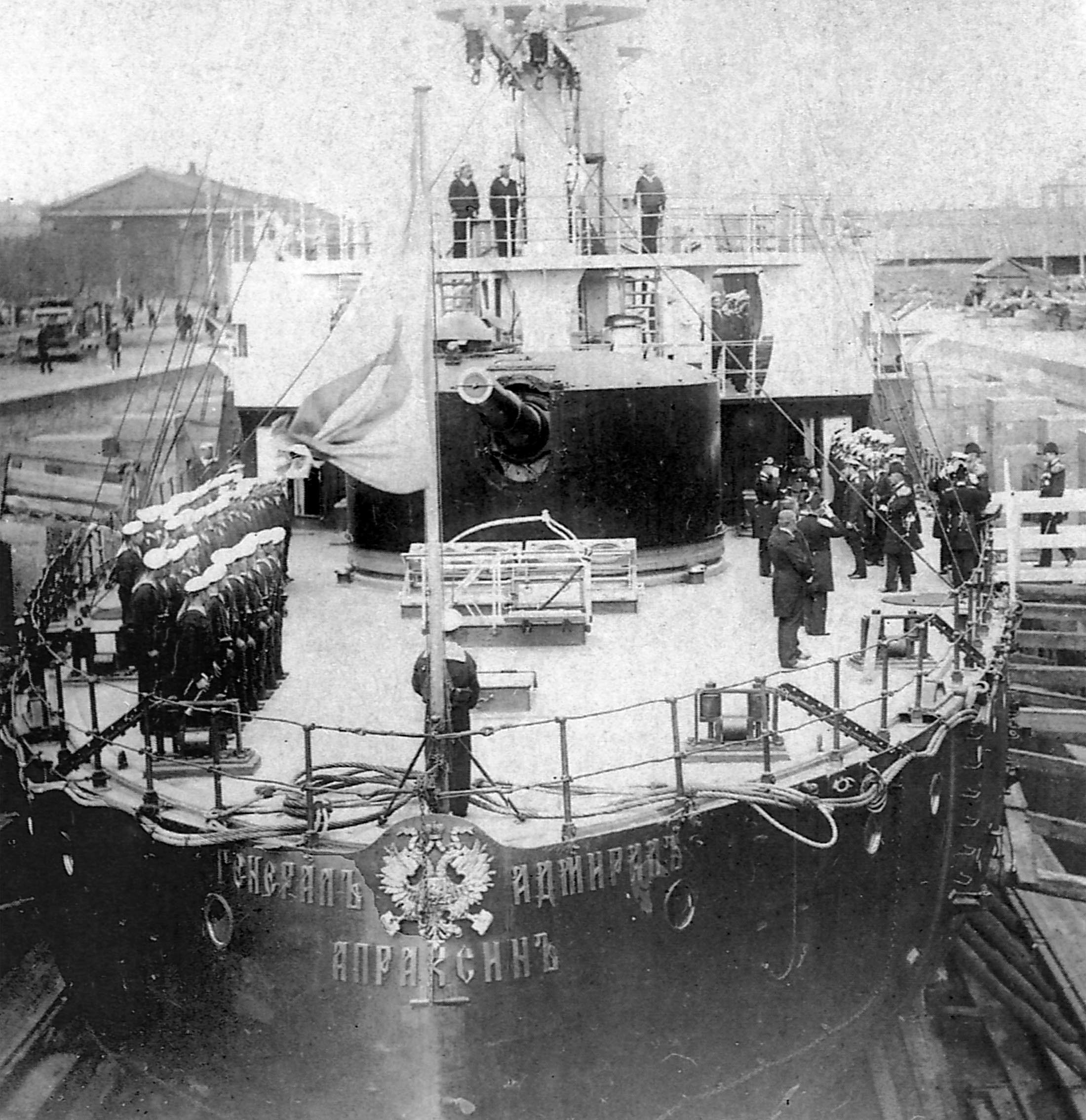
1901年、皇帝ニコライ2世の訪問を受けるクロンシュタットのドックで修理中の「ゲネラル＝アドミラル・アプラクシン」。中央に後部254ｍｍ単装主砲が確認できる。

1899年9月3日、新任の海軍大臣パーヴェル・ティルトフが「ウシャコフ」を訪問している。11月3日、「アプラクシン」が操艦ミスが原因でゴーグラント島付近で座礁。艦体は翌1900年4月11日に砕氷船「イェルマーク」の助力で撤去され、1901年までクロンシュタットで修理を受けた。
1900年、「ウシャコフ」と「セニャーヴィン」はバルチック艦隊の砲兵訓練分遣隊に配属され、この間「ウシャコフ」乗組みの水兵263名と下士官、183人の砲手が再訓練を受けていたため、姉妹艦としての行動は大幅に縮小された。1902年に「アプラクシン」は両艦に合流した。
1904年には3隻のアドミラル・ウシャコフ級は極東に派遣される準備を進めていた第2太平洋艦隊の砲手たちを訓練するために使用された。その頃にはウシャコフ級は既に旧式化しており、254mm砲も120mm砲もかなり老朽化が進んでいた。同年11月22日に第3太平洋艦隊が編成されることになり、3隻のウシャコフ級も12月から翌年1月にかけてリバウで修理を受けている。この修理でバー&ストラウド製の測距儀、ペレピョルキン製の照準器、テレフンケン製の無線電信機が導入され、司令塔にキャノピーが追加された。120mm砲のうち痛みの激しい2基が新品と交換され、主砲塔の油圧駆動装置が修理され、艦内の余計な木製の装飾が撤去された。また煙突も黒く塗り直された。
1905年2月2日、提督ニコライ・ネボガトフ少将率いる第3太平洋艦隊はリバウを出港。2月8日にデンマークのスカーイェンで石炭を補給し、2月13日にイギリス海峡を通過し、2月20日にモロッコのタンジールに寄港し、2月28日にクレタ島に到着し、1週間停泊した。3月8日に再び出港して、3月12日にスエズ運河を通過し、3月20日にはジブチに到着した。寄港中は石炭と食料の積み込みの他、艦内隔壁の修理も行われた。3月27日から31日にかけて艦隊はオマーンのミルバトに移動しインド洋横断に備えて石炭を補給した。4月19日から20日にかけて艦隊はマラッカ海峡を通過し、4月22日に先発していたロジェストヴェンスキー提督の第2太平洋艦隊と合流した。4月27日から30日の間、仏領インドシナ沖に停泊中に再び艦内隔壁の修理を行い、石炭、食料、淡水を大量に積み込んだ。また煙突を第2太平洋艦隊と同色の「黒と黄色」に塗り直した。
5月14日の日本海海戦では第3太平洋艦隊は旗艦「ニコライ1世」を先頭にバルチック艦隊左翼を縦陣隊形を作って進み、「アプラクシン」「ウシャコフ」「セニャーヴィン」はそれぞれ2、3、4番目を進んだ。彼らは戦闘の初期から積極的に発砲し、反撃を受けることなく前進を続けた。当初の主な標的は日本の装甲巡洋艦「日進」と「春日」だった。その後、彼らは出羽重遠中将の座乗する防護巡洋艦「笠置」と瓜生外吉中将の座乗する防護巡洋艦「浪速」に対して発砲している。「ウシャコフ」は203mm砲弾を3発被弾した結果、死者4名・負傷者4名を出し、衝角部からの浸水により速力が4ノット低下した。
夜になっても、3隻のウシャコフ級は「ニコライ1世」と戦艦「オリョール」と共にウラジオストクへ向かって航行を続けた。15日の朝、落伍した「ウシャコフ」を除く艦隊は日本の主力部隊と会敵し、ネボガトフの決断で降伏した。同日夜、「ウシャコフ」は日本の装甲巡洋艦「磐手」「八雲」と戦闘を行った。戦闘開始10分後に最初の203mm砲弾を被弾し、20分後には右舷側への傾きがきつくなり、敵艦を狙うことが困難になった。さらに10分後、艦長のミルコフ一等中佐は発砲の停止を命じ、これ以上の抵抗は無意味であるとして艦を自沈させる措置をとった。日本側は「ウシャコフ」が沈没するまで砲撃を続けた。この戦闘で「ウシャコフ」の乗組員94名が戦死し、328名が日本側に救助された。

### 日本海軍

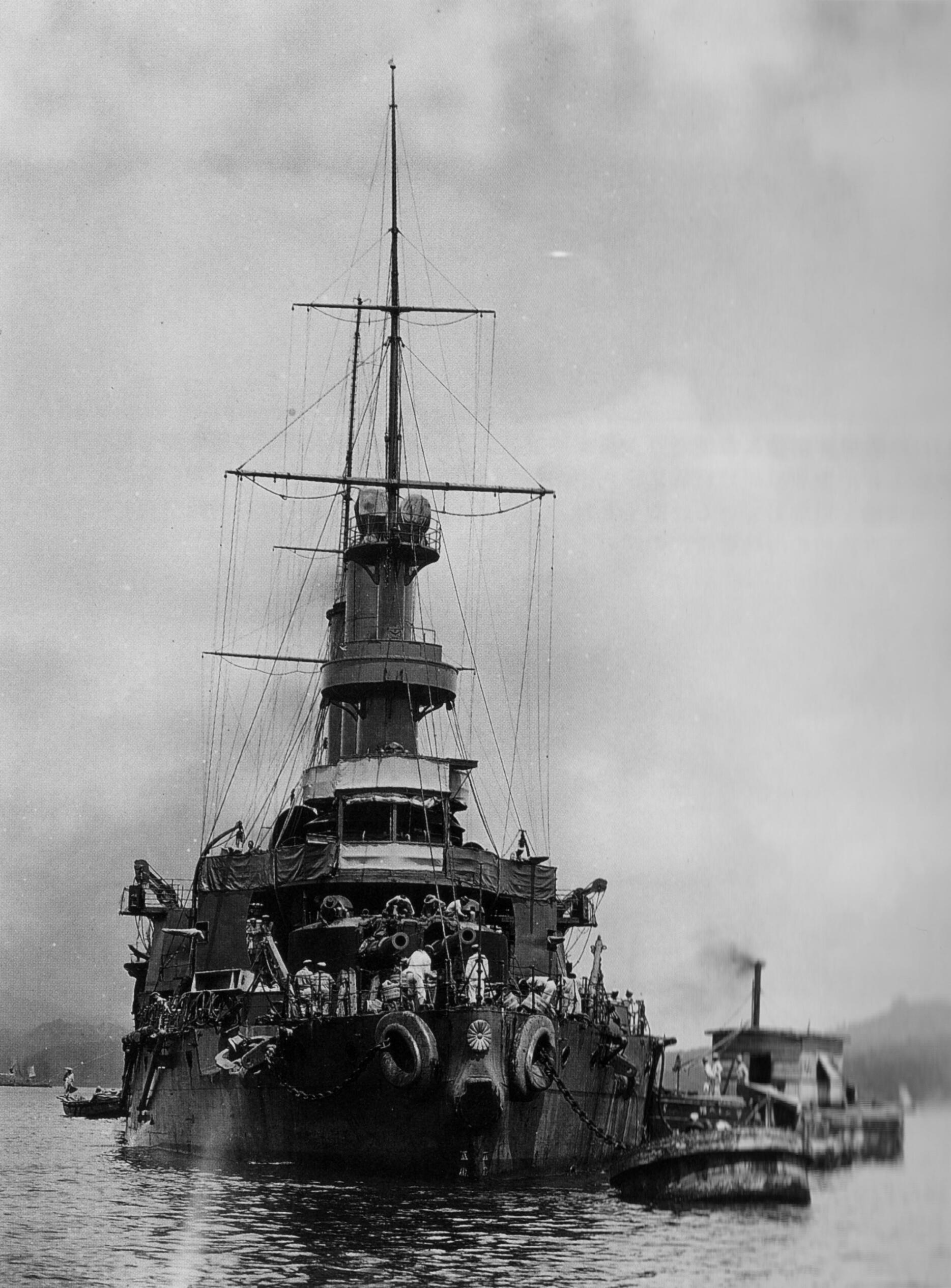
沖島（1905年（明治38年）7月31日、佐世保）

1905年（明治38年）5月15日に鹵獲された「セニャーヴィン」と「アプラクシン」は5月17日に佐世保港に入港した。6月6日、日本海の島・見島と沖島に因んで「見島」「沖島」とそれぞれ改名され、二等海防艦として日本海軍に編入された。「見島」は舞鶴、「沖島」は横須賀に配属された。6月14日、「見島」「沖島」は二等戦艦「鎮遠」「壱岐」（元「ニコライ1世」）とともに第四艦隊の第七戦隊に組み込まれた。7月21日（見島）と26日（沖島）までに佐世保のドックで行われていた艦体と武装の整備が完了し、10月23日に横浜で行われた日露戦争の凱旋観艦式に参加した。12月20日、「沖島」は第二艦隊に移り、「見島」は第一予備艦とされた。
1906年（明治39年）6月に「見島」の再就役が決定され、8月から再整備が始まった。旧式の47mm砲は全て取り外され、代わりに4基の50口径76mm榴弾砲と2基の山内式短5cm砲が装備された。1907年（明治40年）3月15日、整備が終了すると一旦第一予備艦に戻され、8月1日に第二艦隊に編入された。以降、1908年（明治41年）4月20日までの間に「見島」は数回にわたり朝鮮半島沿岸での任務に就いた。1908年秋の間は第三艦隊に付属して海上任務に従事したが、その後1年半の間は舞鶴軍港に係留されていた。
「沖島」も1906年3月から1907年5月までの間、何度か朝鮮半島沿岸を航海している。同年6月からは舞鶴、そして佐世保での機関のオーバーホールを含む長期修理に入る。修理は1909年（明治42年）7月までに終了したが、11月1日に登録が第二種予備艦から第一種予備艦に変更された。
1909年12月1日、「沖島」と「見島」は第二艦隊に移され、装甲巡洋艦「八雲」と通報艦「淀」と戦隊を組んだ。1910年（明治43年）3月から8月にかけて、戦隊は朝鮮半島沿岸を数回にわたり訪れ、「沖島」と「見島」は12月1日に第二予備艦とされた。1911年（明治44年）4月1日、両艦は第三予備艦へと登録変更され、その後の3年間は舞鶴と佐世保で訓練艦として使用された。この頃「沖島」も旧式の47mm砲を撤去され50口径76mm砲10基と山内式短5cm砲2基に換装されている。
日本の第一次世界大戦への参戦に伴い、「沖島」と「見島」は1914年（大正3年）8月18日に現役復帰し、戦艦「周防」「石見」「丹後」とともに第二艦隊第二戦隊に編入され8月31日に出撃。青島の戦いに参加し、11月22日から23日に佐世保に帰港した。12月1日、再び第三予備艦となり佐世保と舞鶴での訓練戦としての任務に復帰した。1915年（大正4年）に「沖島」と「見島」をロシアに売却する話が持ち上がったが、ロシア側は完全に時代遅れになってしまった両艦には興味を示さず、代わりに別の鹵獲艦（戦艦「相模」「丹後」、防護巡洋艦「宗谷」）が売却された。1917年（大正6年）頃、「沖島」と「見島」から魚雷発射管が撤去された、もしくは使用されなくなったとされている。

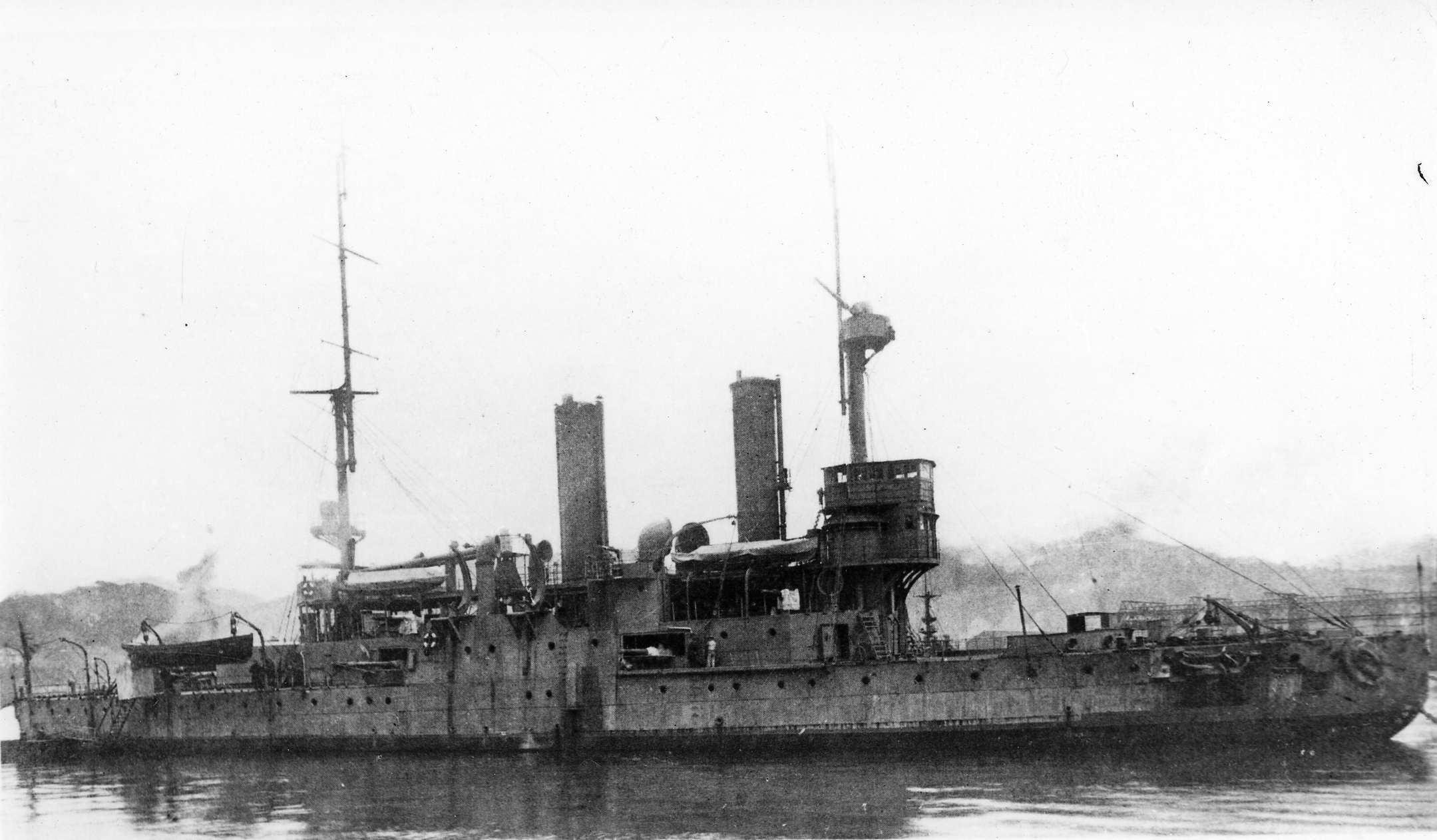
砕氷船に改造された「見島」。

シベリア出兵への日本の参加と冬期における軍隊の移動手段の必要性により「見島」は1918年（大正7年）の終わりに舞鶴で砕氷船に改造された。船首の形状を砕氷船型に変更することに伴い船首部の砲塔が撤去され、船橋には防霜処理が施された。1919年（大正8年）2月、砕氷船となった「見島」は第三予備艦指定を解除され、舞鶴からウラジオストクへの最初の航海に出発した。1920年（大正9年）2月から5月にかけて「見島」は第三艦隊第五戦隊に短期間だが所属し、数回のロシア沿海地方への航海を行っている。「見島」は翌年9月上旬に予備艦に戻り、舞鶴から佐世保に異動し海軍陸戦隊の兵舎として使用された。1922年（大正11年）4月1日、「見島」は軍艦籍を除かれ、潜水艦母艇として使用される特務艇扱いとなる。1924年（大正13年）11月から翌年1月までの期間に砕氷船用の装備が撤去された。1935年（昭和10年）10月10日、「見島」は除籍され翌年1月10日からは「廃艦第7号」と仮称され主に標的艦として使用された。1936年（昭和11年）5月5日、曳航中に浸水が進んだ「見島」は都井岬の沖合にて海没した。
1922年4月1日、「沖島」も軍艦籍から除かれ、雑役船となった。1925年（大正14年）3月11日、訓練戦としての任務を終えた「沖島」は民間に払い下げられ日本海海戦の記念艦として福岡県津屋崎町に展示されることになるが、曳航中に津屋崎沖で座礁し、1939年（昭和14年）に海軍が7万円で再購入し官営八幡製鐵所に転売されて現地で解体されるまで放置されていた。

## 評価
アドミラル・ウシャコフ級は、同クラスのドイツやスウェーデンの海防戦艦と対抗するため、岩礁の多い近海域での行動を前提とした大きさや運動性能を持ち、アレクサンドル2世級やペトロパブロフスク級との共同運用可能な艦として設計された。しかし日露戦争では、海防戦艦に不向きな外洋での運用を強いられ、その性能を発揮することが出来なかった。また、当時のロシア帝国を取り巻く外交情勢を考慮すると、このような艦を建造したこと自体が誤りであったと評価されている
|        | アドミラル・ウシャコフ | ゲネラル＝アドミラル・アプラクシン | ジークフリート級 | イドラ級                      | モナルヒ級     | オーディン級   | ヘルルフ・トロル級 |
| ------ | ---------------------- | ---------------------------------- | ---------------- | ----------------------------- | -------------- | -------------- | ------------------ |
| 進水   | 1893年                 | 1896年                             | 1889年           | 1889年                        | 1895年         | 1896年         | 1899年             |
| 排水量 | 4,594トン              | 4,438トン                          | 3,691トン        | 4,808トン                     | 5,547トン      | 3,445トン      | 3,494トン          |
| 出力   | 5,750shp               | 5,750shp                           | 5,022shp         | 6,700shp                      | 8,500shp       | 5,350shp       | 4,400shp           |
| 速力   | 16.1ノット             | 15.1ノット                         | 14.5ノット       | 17.0ノット                    | 17.5ノット     | 16.5ノット     | 15.5ノット         |
| 主砲   | 254mm/45 (2×2)         | 254mm/45 (1×2, 1×1)                | 240mm/35 (3×1)   | 270mm/34 (2×1) 270mm/28 (1×1) | 240mm/40 (2×2) | 254mm/42 (2×1) | 240mm/40 (2×1)     |
| 副砲   | 120mm/45 (4×1)         | 120mm/45 (4×1)                     | 88mm/30 (6×1)    | 150mm/36 (5×1) 86mm/22 (4×1)  | 150mm/40 (6×1) | 120mm/45 (6×1) | 150mm/43 (4×1)     |
| 魚雷   | 381mm×4                | 381mm×4                            | 350mm×4          | 360mm×3                       | 450mm×2        | 450mm×1        | 450mm×3            |
| 装甲   | 254ｍｍ                | 250mm                              | 240mm            | 356mm                         | 270mm          | 243mm          | 195mm              |
| 乗員   | 405名                  | 405名                              | 276名            | 440名                         | 426名          | 254名          | 254名              |

### 註釈
1. ↑  アドミラル・ウシャコフのみ。他の2隻は8基
2. ↑  「アドミラル・レフォート（英語版）」「グラーフ・オルロフ」「アドミラル・クローン（英語版）」「アドミラル・ウシャコフ」「アドミラル・セニャーヴィン」の5つ。
3. ↑  「ウシャコフ」にはモーズレイ社製、「セニャーヴィン」にはハンフリー社製、「アプラクシン」にはフランコ社製が搭載された[30]
4. ↑  旗艦「インペラートル・ニコライ1世」、「ウシャコフ」、「セニャーヴィン」、「アプラクシン」、装甲巡洋艦「ヴラジーミル・モノマフ」
5. ↑  3艦とも日露戦争における鹵獲艦で「周防」は元「ポベーダ」、「石見」は元「オリョール」、「丹後」は元「ポルタヴァ」である。
6. ↑  「相模」は元「ペレスヴェート」「宗谷」は元「ヴァリャーグ」である。
7. ↑  水線最厚部